# Jean-Louis Lafosse
Jean-Louis Lafosse (Dakar, 15 marzo 1941 – Le Mans, 13 giugno 1981) è stato un pilota automobilistico francese di numerose discipline, noto soprattutto per le sue partecipazioni alla 24 Ore di Le Mans.

## Esordi
Nato nel Senegal quando il paese africano era ancora una colonia francese, Jean-Louis Lafosse era un talentuoso pilota che, dopo gli esordi con la Gordini, lasciò la sua impronta in un'ampia varietà di serie - sia nelle monoposto così come tra le sportprototipo e anche nelle vetture turismo. Tra i suoi risultati nei primi anni di carriera ritroviamo un campionato europeo di Formula 3 a squadre, una medaglia d'oro per il campionato di Francia di velocità in circuito e due podi nel campionato europeo Sportscar da 2 litri e in gare nazionali di turismo.

## Carriera a Le Mans
Sebbene iscritto già alla 24 Ore di Le Mans 1971 sulla Porsche 910 di Christian Poirot, Lafosse debuttò a Le Mans nel 1972 sulla Ferrari 365 GTB/4 della Scuderia Filipinetti insieme a Mike Parkes e Jean-Jacques Cochet conquistando il settimo posto assoluto e il terzo della loro classe, la GTS. L'anno successivo fu ingaggiato dalla Équipe Gitanes Cigarettes France per pilotare la Lola T282 motorizzata Ford Cosworth DFV, una vettura che lo costrinse però al ritiro per la rottura della pompa dell'olio alla ventesima ora, ma gli andò peggio nel 1974, quando la Ferrari 308 GT4 semi-ufficiale del North American Racing Team lo lasciò a piedi dopo solo quattro ore di gara.

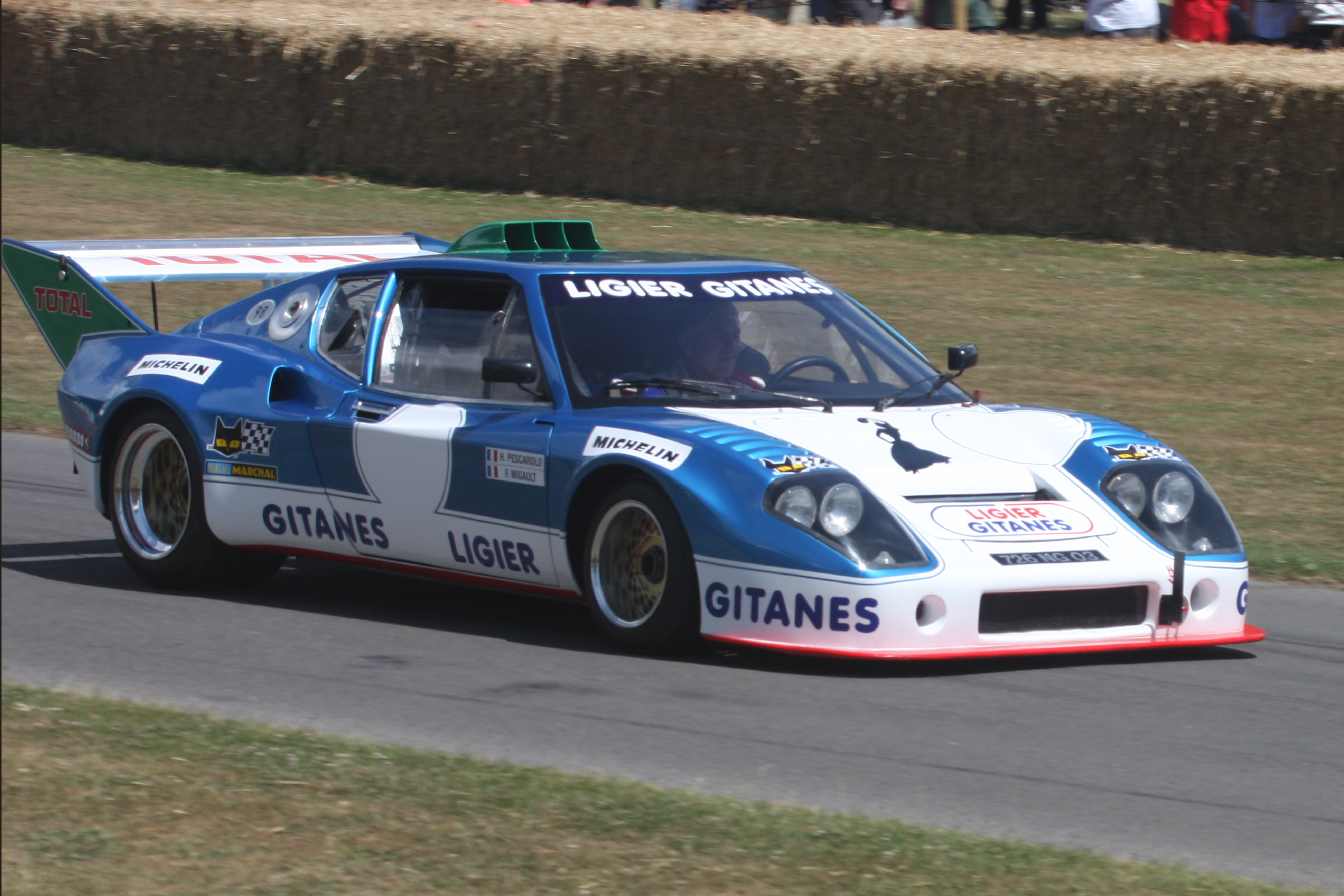
La Ligier JS2 Cosworth

L'anno della svolta per Lafosse fu il 1975, quando fu ingaggiato dalla Ligier, giunta ottava nel 1974, che in uno sforzo di continuo innovamento e sviluppo si presentava tra le favorite in una gara dove mancavano le grandi case. La crisi petrolifera aveva imposto un cambio regolamentare volto alla riduzione dei consumi che aveva enormemente ridotto l'interesse del pubblico e dei media, escludendo inoltre la gara dal campionato mondiale, pertanto i più seri avversari erano rappresentati dalle Gulf-Mirage della J.W. Automotive Engineering Ltd., da molte Porsche Carrera RSR private, dalla competitiva De Cadenet-Lola di Alain de Cadenet e Chris Craft, dalla Alpine-Renault A441 di soli 2 litri (vincente nel campionato europeo di categoria) e da poche altre vecchie Porsche 908: tutti affrontarono la gara a passo ridotto preoccupati per i consumi, tranne le Mirage, lanciate a un ritmo nettamente superiore.
La Ligier JS2 motorizzata Ford Cosworth DFV di Lafosse e Chasseuil fu rallentata da piccoli problemi nelle prime fasi di gara, ma quando i loro compagni di marca persero l'opportunità di contrastare le auto di Wyer, alla decima ora di gara il proprietario della scuderia Guy Ligier li lanciò all'inseguimento tra l'entusiasmo del patriottico pubblico francese, che vide la vettura blu di Francia recuperare posizioni su posizioni: il duo francese dovette però accontentarsi del secondo posto, in quanto la rincorsa era cominciata troppo tardi per poter acciuffare Jacky Ickx e Derek Bell dopo aver superato l'altra Mirage di Vern Schuppan e Jean-Pierre Jaussaud.
Tale risultato procurò a Lafosse l'ingaggio per il 1976 da parte della Grand Touring Cars Inc., che aveva rilevato le Mirage GR8 da John Wyer, e la sua gara con François Migault si risolse in un altro secondo posto, sconfitti solo dalla organizzatissima casa di Stoccarda e dalla sua Porsche 936, affidata a Jacky Ickx e Gijs van Lennep in una gara dove le regole al consumo erano state rimosse.
Per il 1977 le Mirage GR8 vengono dotate di motori Renault V6 turbocompressi e Lafosse è nell'equipaggio di punta del team insieme a Vern Schuppan, ma Jean-Pierre Jarier all'ultimo momento sostituisce Lafosse, che citò in giudizio il team e si accordò quindi con il team Welter-Meunier per pilotare la WM P77 che, piagata da vari problemi, fu squalificata alla quindicesima ora per non aver percorso la distanza minima prevista dal regolamento.
Visto il risultato, per il 1978 Lafosse cercò una nuova scuderia insieme all'amico Claude Ballot-Léna e, decisi a competere nel Gruppo 5, contattarono il team francese ASA Cachia, che però alla fine affidò la sua Porsche 935 ai brasiliani Paulo Gomes, Mário Amaral e Alfredo Guaraná Menezes, forti di robuste sponsorizzazioni: i due francesi non poterono far altro che accordarsi con l'importatore francese della Ferrari Charles Pozzi il team JMS per pilotare una poco competitiva Ferrari 512 BB di categoria IMSA GTX con cui furono costretti al ritiro con la trasmissione rotta alla diciassettesima ora, mentre i brasiliani erano arrivati settimi assoluti senza avere specifica esperienza della gara e del tracciato, lasciando l'amaro in bocca a Lafosse per l'occasione perduta.
Nelle successive due edizioni fu al volante della Porsche 935: sia nel 1979 con il Gelo Racing di Georg Loos che nel 1980 con il Kremer Racing, due scuderie molto ben quotate, le promesse della vigilia non furono mantenute a causa del cedimento del motore in entrambe le edizioni, cosicché all'età di 40 anni accettò l'ingaggio per il 1981 dalla Automobiles Jean Rondeau, il piccolo team francese che aveva conquistato la gara l'anno precedente battendo la favorita Porsche.

## L'incidente mortale
Quell'anno Rondeau allestì cinque vetture nel tentativo di ripetere il successo del 1980 e sulla M379C telaio numero 004 (numero di gara 25) Lafosse fece coppia con Jean Ragnotti, che dei due fu il più veloce in qualifica con il tempo di 3'40"32 (che valse loro il decimo posto in griglia) e pertanto fu al volante al momento della partenza. Ragnotti impose un ritmo veloce alla loro corsa e risalì al terzo posto alla fine della prima ora di gara grazie anche ai rifornimenti altrui, lasciando la vettura a Lafosse dopo 72 minuti che, dopo altri dieci minuti, rientrò ai box per delle regolazioni, riprendendo la corsa all'incirca quando Thierry Boutsen ebbe un drammatico incidente con la sua WM, che impose per la prima volta la neutralizzazione della "24 Ore" mediante pace car.
Quando la gara riprese dopo ventinove minuti, Lafosse era settimo e incrementava il suo ritmo mano a mano che la vettura si alleggeriva consumando carburante, ma dopo una mezz'ora la sua Rondeau M379C, che percorreva il rettilineo dell'Hunaudières già ad altissima velocità, ebbe uno scarto improvviso verso destra, impattando il guard-rail a pochi metri da una postazione di commissari di pista, rimbalzando contro il guard-rail dall'altro lato della carreggiata e infine terminando una serie di testacoda in mezzo alla pista a centinaia di metri dal punto del primo impatto: l'abitacolo vettura si disintegrò, lasciando esposto il pilota, che morì sul colpo, mentre i due commissari, Galliene e Hardy, rimasero seriamente feriti dai rottami della Rondeau.
Sono state fatte molte ipotesi sui motivi dell'incidente, ma quelle più accreditate puntano il dito contro la sospensione anteriore destra o il relativo pneumatico, in quanto alcune fotografie della vettura riprese poco prima dell'impatto mostrano danni alla parte frontale della carrozzeria che possono essere stati causati da una precedente escursione di pista patita dal pilota nel tentativo di migliorare i suoi tempi sul giro e che possa aver causato il danno alla sospensione o allo pneumatico, che hanno ceduto di schianto una volta sottoposti alle sollecitazioni dell'elevatissima velocità.

## Risultati alla 24 Ore di Le Mans
| Anno | Vettura           | Scuderia                              | Co-pilota                          | Risultato                                    |
| ---- | ----------------- | ------------------------------------- | ---------------------------------- | -------------------------------------------- |
| 1972 | Ferrari 365 GTB/4 | Scuderia Filipinetti                  | Mike Parkes / Jean-Jacques Cochet  | 7º                                           |
| 1973 | Lola T282         | Lola Équipe Gitanes Cigarettes France | Reine Wisell / Hughes de Fierlandt | Ritirato - rottura pompa dell'olio           |
| 1974 | Ferrari 308 GT4   | North American Racing Team            | Giancarlo Gagliardi                | Ritirato - rottura ruota                     |
| 1975 | Ligier JS2        | Automobiles Ligier Gitanes            | Guy Chasseuil                      | 2º                                           |
| 1976 | Mirage GR8        | Grand Touring Cars Inc.               | François Migault                   | 2º                                           |
| 1977 | WM P77            | Welter-Meunier                        | Marc Sourd / Xavier Mathiot        | squalificato (distanza minima non perscorsa) |
| 1978 | Ferrari 512BB     | Pozzi-Thompson JMS Racing             | Claude Ballot-Léna                 | Ritirato - rottura trasmissione              |
| 1979 | Porsche 935       | Gelo Racing Sportswear Intl.          | John Fitzpatrick / Harald Grohs    | Ritirato - rottura motore                    |
| 1980 | Porsche 935 K3    | Porsche Kremer Racing                 | Ted Field / Danny Ongais           | Ritirato - rottura motore                    |
| 1981 | Rondeau M379      | Calberson Jean Rondeau                | Jean Ragnotti                      | Incidente mortale                            |